# Взрывная воронка

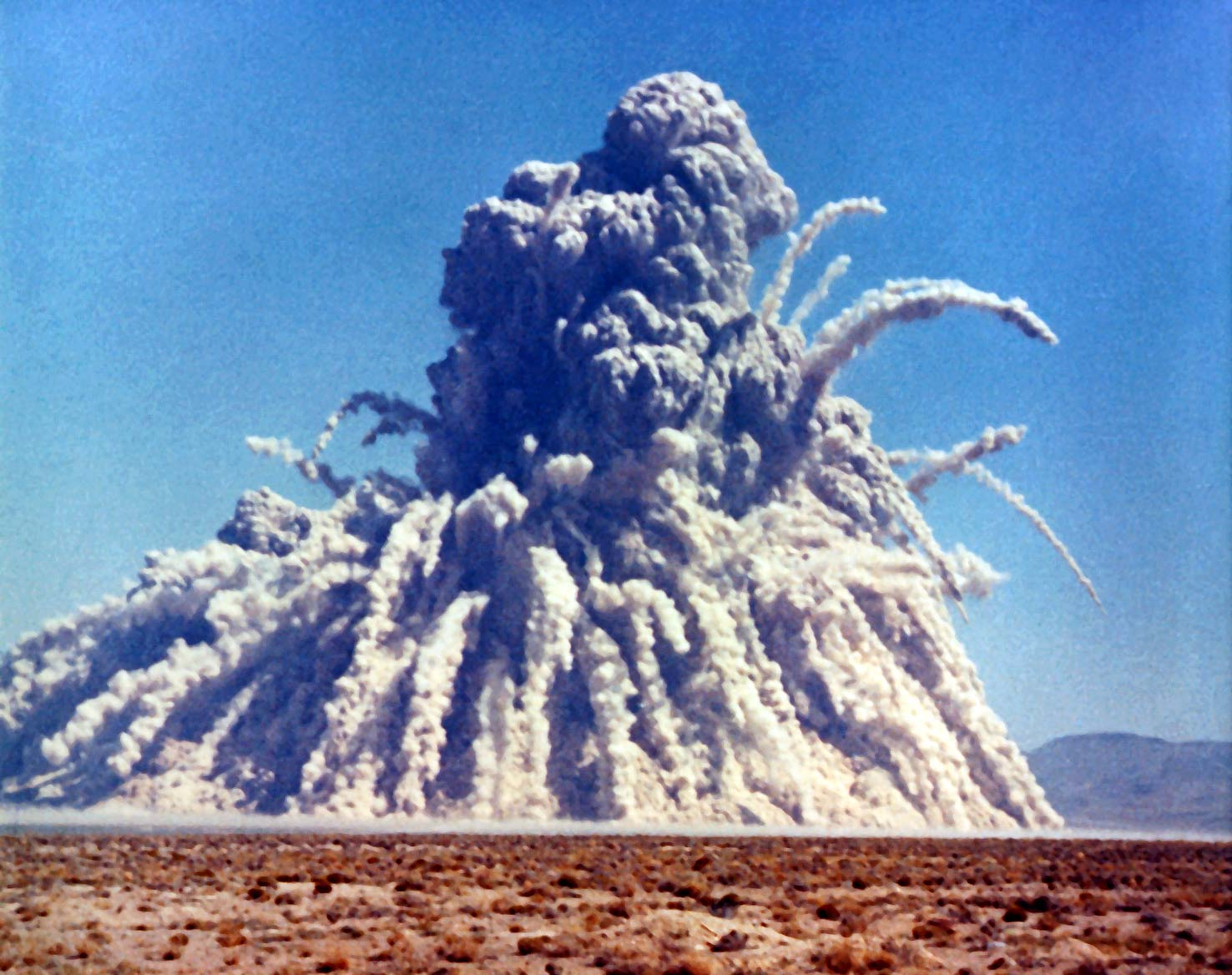
Взрыв «Сторакс Седан»

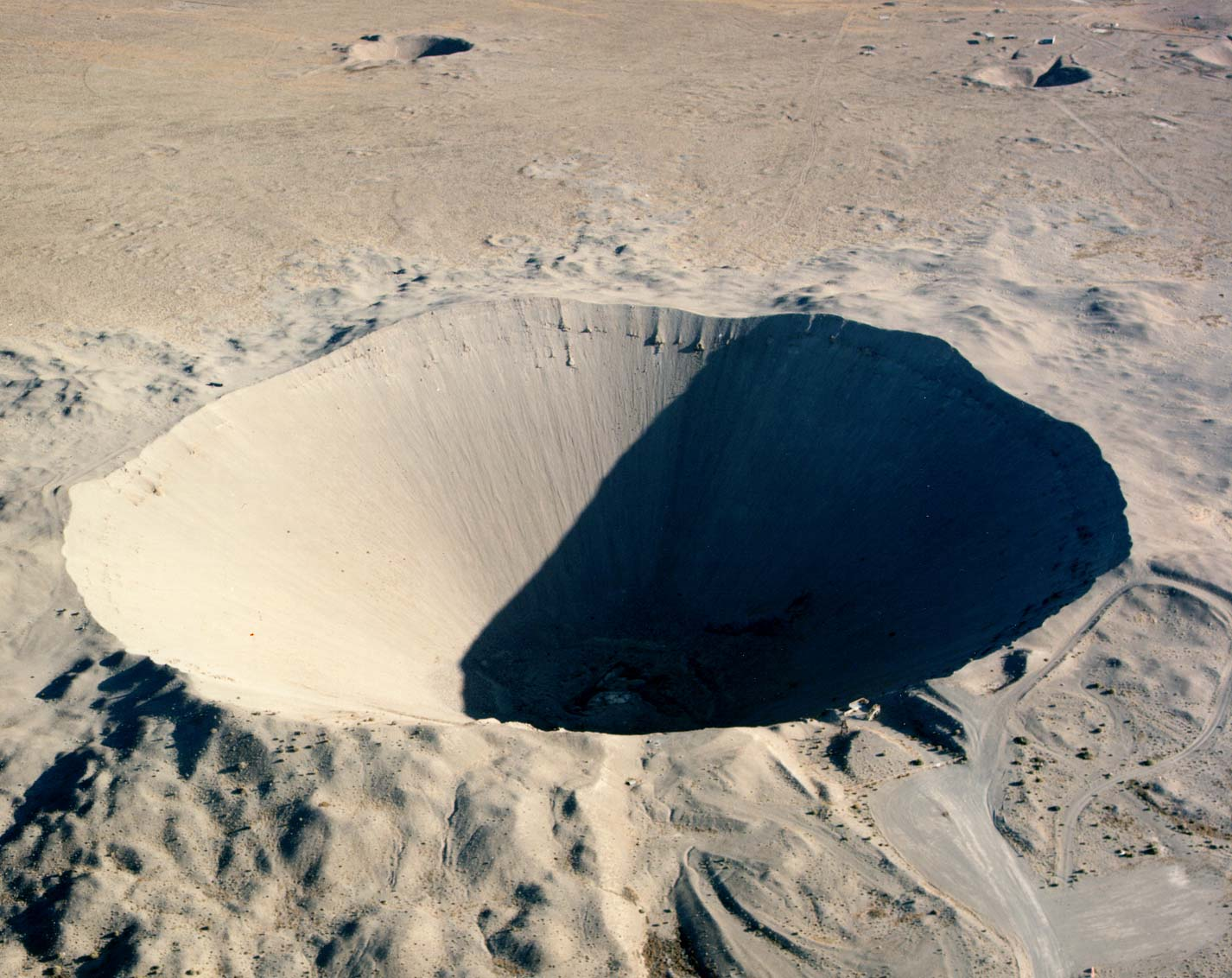
Кратер Седан

Взрывна́я воро́нка (устар. Минная воронка) — воронкообразное углубление в земле, камне или бетоне, происходящее от взрыва минного заряда или бомбы.
Величина воронки зависит от величины заряда и глубины, на которой дан взрыв. Выброшенная земля образует у краёв воронки кольцеобразную насыпь, называемую гребнем воронки. Этот гребень, значительный при пороховых зарядах, почти отсутствует при зарядах сильно взрывчатых веществ (пироксилин, мелинит и т. п.), когда земля разбрасывается на гораздо большую площадь. Кратчайшее расстояние от центра заряда до поверхности земли, или вообще той, к которой обращён взрыв, называется линией наименьшего сопротивления. При расчетах объёма воронки её принимают за усечённый конус с малым нижним основанием у центра заряда; радиусы оснований конуса называются верхним и нижним радиусами воронки, а расстояние от центра заряда до любой точки окружности верхнего основания — радиусом взрыва (см. минный горн).

## Анализ
Осмотр воронки подготовленным специалистом может дать ценные сведения о типе, калибре и мощности применявшегося боеприпаса, обратное азимутальное направление к предполагаемой точке запуска, ко всему прочему воронка может послужить репером для координатной сетки. По углу скоса внутренней поверхности воронки и конфигурации сектора разлёта осколков можно рассчитать ориентировочную дальность до огневого средства противника. Обнаружив в самой воронке или поблизости неё фрагменты взрывателя, можно дать точное заключение о наличии у противника тех или иных образцов ракетно-артиллерийского вооружения. Более того, по маркировочным надписям и оттискам на фрагментах корпуса и взрывателя снаряда можно установить завод-производитель боеприпаса, если он изготовлен промышленным способом, либо прийти к выводу о том, что применялся кустарно изготовленный боеприпас.
При крупных техногенных наземных взрывах анализ глубины и размера воронки для оценки мощности взрыва требует учёта типа грунта.